# Министерство по общим вопросам Нидерландов
Министерство по общим вопросам (Нидерланды) сопоставимо с Канцелярией канцлера Германии, британским Секретариатом Кабинета министров и американской Администрацией Президента, хотя его обозначение как «министерство» подчеркивает роль премьер-министра Нидерландов в качестве первого среди равных министров нидерландского правительства.
Министерство общих дел было основано в 1947 году. С этого года каждый премьер-министр Нидерландов возглавляет пост главы министерства. С 1959 по 1963 года государственный секретарь добавлен в штатное расписание министерства.

## Обязательства
- государственной политики
- координация политики Голландского королевского дома
- правительственные связи с Королевским домом

## Отделы
- Канцелярия премьер-министра
- Государственная информационная служба Нидерландов
- Научный совет по государственной политике
- Комиссия голландской разведки